# Hamilton Bulldogs (OHL)
Hamilton Bulldogs je kanadský juniorský klub ledního hokeje, který sídlí v Hamiltonu v provincii Ontario. Založen byl v roce 2015 po přestěhování týmu Belleville Bulls do Hamiltonu. Od roku 2015 působí v juniorské soutěži Ontario Hockey League (dříve Ontario Hockey Association). Své domácí zápasy odehrává v hale FirstOntario Centre s kapacitou 17 383 diváků. Klubové barvy jsou černá, zlatá a bílá.
Nejznámější hráči, kteří prošli týmem, byli např.: MacKenzie Entwistle, Matthew Strome nebo Marian Studenič.

## Úspěchy
- Vítěz OHL ( 1× )
  - 2017/18

## Přehled ligové účasti
Zdroj: 
- 2015– : Ontario Hockey League (Východní divize)